# Maduixera
|  | No s'ha de confondre amb maduixot. |

La maduixera, fraulera o fraguera (Fragaria vesca) és una planta herbàcia perenne, vivaç, estolonífera, de fulles trifoliades, de flors blanques i de fruits en núcula, disposats sobre receptacles carnosos i vermells, anomenats en conjunt maduixes. Poden tenir fins a cinc flors per planta, amb cinc pètals que es toquen, de color crema. És de port baix i es multiplica vegetativament per estolons o sexualment a través de llavors. La temperatura òptima de creixement és 10-13 °C a la nit i 18-22 °C durant el dia. A l'hivern alenteix el seu metabolisme i quan arriba l'estiu dona la màxima esplendor de fruit. Ateny una altura entre 5 i 30 centímetres.
Les espècies de maduixa són originàries de les regions holàrtica i neotropical. Es fa en boscos o llocs ombrívols. En estat silvestre, es pot trobar en totes les zones temperades de l'hemisferi Nord. És conreada pels seus fruits anomenats fragues, fraules o maduixes, però ha estat quasi totalment substituïda per la fraga, fraula o maduixot, un híbrid o encreuament en part d'origen americà.

## Hàbitat
Es pot trobar en boscos temperats, en les vores dels camins, matolls… En estat silvestre és present en totes les zones temperades de l'hemisferi nord, tot i que es pot cultivar arreu al món. Creix en les orles dels boscos, clars, en zones humides, en general. Des del nivell del mar als 1900 m d'altitud. Es caracteritza de comunitats de la classe Epilobietea angustifolii de plantes vivaces, denominades per hemicriptòfits de port elevat i aspecte megafòrbic. Es desenvolupen sobre sòls que han patit una ràpida mineralització de la matèria orgànica que ha estat ocasionada per tallades, cremades, obertura de camins o pistes forestals. El pH òptim del sòl per tal que pugui créixer la Fragaria vesca és entre 4.5 i 7.5.
Als Països Catalans manca a les Balears i només es troba al nord del País Valencià de 1.000 a 1.600 metres d'altitud. Al Principat de Catalunya es present areu.
La forma vital segons Raunkjaer és l'hemicriptòfit, ja que els meristemes es troben just arran de terra en l'estació desfavorable.

Maduixera silvestre, Fragaria vesca, a Castelltallat

## Morfologia
És una planta perenne i herbàcia amb pilositat pubescent perquè presenta pèls curts i suaus.
La tija és epigea (es desenvolupa a l'aire), de mida reduïda (per la qual cosa s'anomena corona) i prima amb escames foliars. En diversos punts li sorgeixen els estolons que donaran lloc a noves plantes.
La rel és fasciculada i se'n distingeixen rels primàries (més grosses i de color cafè fosc) i rels secundàries (més primes i de color marfil). La seva forma és cònica, i poden arribar a una profunditat que oscil·la entre els 40 i els 80 centímetres.
La fulla és simple, trilobulada, peciolada i amb una divisió de marge dentada. La textura és herbàcia per la part superior i de naturalesa sedosa pel revers. La seva nervadura és pennada.
Poden haver-hi flors perfectes (hermafrodites) que tenen òrgans masculins i femenins (estams i pistils respectivament) o imperfectes (unisexuals), amb un sol òrgan femení o masculí. Les flors blanques s'organitzen en inflorescències cimoses, de tiges no modificades, en les que una bràctea substitueix en cada nus a una fulla mentre que la gemma axil·lar d'aquesta es desenvolupa en una branca secundària o eix de la inflorescència.
La flor és de simetria actinomorfa. El periant és compost per un calze de cinc sèpals i la corol·la generalment té cinc pètals de color crema. Aquests pètals són de forma variable (el·líptics, arrodonits…) 
A l'androceu hi ha mants òrgans masculins, anomenats estams, compostos cadascun per un filament de longitud variable que sosté les anteres que contenen el pol·len. Les anteres estan ordenades en tres verticils, generalment en grups de cinc, i poden arribar fins a quaranta. S’insereixen a la perifèria del receptacle, que té forma de copa invertida. Tenen un calze de cinc peces esberlades, cinc pètals arrodonits, nombrosos estams i pistils.
El gineceu està compost per nombrosos carpels lliures localitzats en la zona axial del receptacle floral. De cadascun sorgeix un estil lateral que fineix en un estigma engruixit. L'ovari és súper i la concrescència és pluricarpel·lar de tipus apocàrpic.
Quan fructifica el receptacle floral, augmenta de mida fins als 10 o 17 mm i obté una forma ovoide i color vermell intens. Sobre el receptacle es disposen nombrosos aquenis d'uns 0,8 mm, que són en realitat els autèntics fruits, damunt un eteri de color vermell, dolç i aromàtic.

Maduixeres silvestres amb els fruits a Castelltallat

El fruit, anomenat maduixa o fraula, és el resultat de l'agregació de molts carpels secs diminuts sobre un receptacle hipertrofiat de color vermell escarlata.
La planta pol·linitza tant per insectes com pel vent.
Les maduixes contenen una gran quantitat d'àcids orgànics i vitamina C, substàncies minerals i sucres. És la raó és per la qual és molt apreciat pel seu gust i les seves aplicacions en medicina. Altres components actius són: pigments, olis essencials, tanins i flavonoides. Tenen un gust dolç i àcid.

## Conreu
Les maduixeres que es conreen habitualment són plantes no híbrides de les espècies Fragaria vesca (maduixera europea) o Fragaria virginiana (maduixera nord-americana). El maduixot o fraga és, en canvi un híbrid.
La maduixera és un cultiu que s'adapta molt bé a tota mena de climes, tot i així la seva temperatura mínima biològica és de 6 °C. A temperatures inferiors a 12 °C apareixen fruits deformats a causa del fred. La part vegetativa de la maduixera és altament resistent a gelades, arribant a suportar temperatures fins a – 20 °C, encara que els òrgans florals són malferits quan els valors són inferiors a 0 °C. Els valors adequats per a una fructificació adequada se situen rodejant els 15-20 °C de mitjana anual. Per tal que la maduixera tingui un desenvolupament favorable, necessiten un sòl sorrenc. Rics en humus, però poden créixer en qualsevol mena de terreny mentre estiguin ben drenades.
A les zones fredes, les maduixes solen plantar-se al principi de la primavera, i a mitjan estiu, o més tard als llocs més càlids. Les plantes formen el fruit a la primavera de l'any següent, entre març i agost, i la resta de mesos de l'any s'alenteix el seu creixement. Hi ha varietats que produeixen a la tardor una segona collita de fruits més petits. Gairebé tots els maduixers es multipliquen mitjançant estolons els quals es formen en uns dos mesos després de l'estació de l'any de plantació.
La maduixera té una vida mitjana de 4-5 anys, però quan és cultivada per a treure'n rendiment econòmic només és útil durant dos anys, ja que després es torna feble i vulnerable davant plagues i insectes, i per això s'han de treure del camp de recol·lecció i substituir-les per noves. La collita es fa evitant les hores més caloroses del dia perquè es conservin millor i mai no s'emmagatzemen o transporten en grans recipients per a evitar-ne l'esclafament.
Són paràsits del maduixer insectes com el borinot de la rosa, que forada les fulles i pon ous a les flors; el piral de la vinya i els minadors de les fulles.

## Contingut químic i aplicacions terapèutiques
El rizoma, l'arrel i les fulles componen la droga (part utilitzada). Els components actius del fruit de la maduixera són els pigments, olis essencials, vitamina C, tanins i flavonoides.
A les fulles, com a principis actius hi ha tanins condensats, flavones, flavonoides, leucoantocianòsids, traces d'oli essencial, petites quantitats d'àcid ascòrbic, alcohol tripèrnic: fraganol, sals potàssiques. L'arrel conté tanins catèquics (12%) i pirogàl·lics; alcohol tripèrnic: fraganol, sals potàssiques. Els fruits contenen abundantment derivats antociànics, oli essencial, pectina, heteròsid (fragaròsid).
Les fulles i les arrels s'utilitzen en infusions i són diürètiques i astringents, per l'alt contingut en tanins. Els tanins donen una acció astringent (antidiarreica i hemostàtica local) i les sals de potassi una acció diürètica. A causa de la composició present en fulles, es pot utilitzar contra diarrees, enterocolitis i en estats en els quals cal una augmentació de la diüresi, com és el cas d'afeccions genitourinàries (cistitis, uretritis, pielonefritis, oligúria i urolitiasi), hiperazotèmia, gota, hipertensió arterial, edemes i sobrepès acompanyat de retenció de líquids.
En ús tòpic s'utilitzen els components de les fulles per a ferides i ulceracions dèrmiques, bucals o corneals, blefaritis, conjuntivitis, parodontopaties, faringitis, èczemes, eritemes, prurits i vulvovaginitis.
La ingesta del fruit combat la fragilitat capil·lar, les varius i les hemorroides. També s'empra per a alleujar la reuma i l'artritis. Gràcies als derivats antociànics, ajuda l'absorció de la vitamina C (efecte vitamínic P).
Tanmateix, també hi ha contraindicacions pel que fa a les fulles davant la gastritis i l'úlcera gastroduodenal. Això es deu al fet que els tanins poden irritar la mucosa gàstrica. Els efectes secundaris que se li atribueixen per via interna són una coloració vermellosa de l'orina i les femtes (per l'eliminació de pigments) encara que no té una patologia rellevant. Per altra banda els fruits contenen glicoproteïnes que poden provocar al·lèrgies en persones hipersensibles. Sempre que s'empri aquesta planta cal assegurar-se que fulles i fruits provenen de cultiu biològic car la producció agrícola intensiva requereix l'aplicació freqüent d'insecticides i herbicides. La toxicitat no és gaire importànt en aquesta planta, per bé que les fulles pansides sí que presenten una certa toxicitat.

## Aplicacions culinàries
Quant a les aplicacions culinàries, les maduixes s'utilitzen per preparar melmelades i postres. Tradicionalment, s'han utilitzat per a donar color a merengues, nates i batudes amb llet per a l'elaboració de gelats. És habitual menjar-se-les amb nata, sucre o regades amb moscatell.
Són apreciades molt pel contingut en vitamines i minerals i les propietats reconstituents i depuratives.
Les fulles s'utilitzen per a aromatitzar guisats de carn. També per a preparar un té depuratiu i calmant que, malgrat que tenyeix l'orina d'un color vermellós, no té contraindicacions.	

## Altres aplicacions
Com passa amb altres rosàcies, aquesta planta s'associa a l'amor. Però pel color vermell del fruit, les maduixes madures són símbol de sensualitat i passió. Es diu que si una dona embarassada porta damunt seu una bosseta amb fulles de la maduixera, aquestes alleugen les molèsties de l'embaràs.